# 奥诺雷
奥诺雷（義大利語：Onore），是意大利贝加莫省的一个市镇。总面积11平方公里，人口813人，人口密度73.9人/平方公里（2009年）。国家统计（ISTAT）代码为016149。